# 1 VS 100
《1 VS 100》（韓語：1 대 100）是韓國KBS2播出的一檔問答遊戲節目，2007年5月1日啟播，逢韓國時間星期二晚8時55分播出，每集約65分鐘。節目原型為荷蘭Endemol公司製作的《以一敵百》。

## 概況
本節目的製作格式購自荷蘭電視節目製作公司Endemol的同名節目《以一敵百》。當時美國NBC播出之同名節目《1 VS. 100》同樣購自該公司。本節目播出初期因大眾對此事實不熟知而曾引起抄襲誤會。

## 播出時間
| 頻道 | 播出日期                       | 播出時間                      |
| ---- | ------------------------------ | ----------------------------- |
| KBS2 | 2007年5月1日－2008年3月25日    | 逢週二晚8:50－9:55（65分鐘）  |
| KBS2 | 2009年10月20日－2010年5月4日   | 逢週二晚8:50－9:55（65分鐘）  |
| KBS2 | 2012年2月28日－2012年10月2日   | 逢週二晚8:50－9:55（65分鐘）  |
| KBS2 | 2008年4月1日－2009年4月14日    | 逢週二晚8:55－10:00（65分鐘） |
| KBS2 | 2011年11月8日－2012年2月21日   | 逢週二晚8:55－10:00（65分鐘） |
| KBS2 | 2013年8月20日－2014年10月28日  | 逢週二晚8:55－10:00（65分鐘） |
| KBS2 | 2015年1月6日至今               | 逢週二晚8:55－10:00（65分鐘） |
| KBS2 | 2009年4月21日－2009年10月13日  | 逢週二晚9:00－9:55（55分鐘）  |
| KBS2 | 2010年5月11日－2011年11月1日   | 逢週二晚8:50－9:50（60分鐘）  |
| KBS2 | 2014年11月4日－2014年11月11日  | 逢週二晚8:50－9:50（60分鐘）  |
| KBS2 | 2012年10月16日－2013年8月13日  | 逢週二晚8:50－10:00（70分鐘） |
| KBS2 | 2014年11月18日－2014年12月30日 | 逢週二晚8:50－10:00（70分鐘） |

## 歷任主持
| 任期  | 主持   | 主持日期                     | 參與期間  |
| ----- | ------ | ---------------------------- | --------- |
| 第1代 | 金容萬 | 2007年5月1日－2008年5月13日  | 1年       |
| 第2代 | 孫凡秀 | 2008年5月20日－2012年4月24日 | 3年11個月 |
| 第3代 | 韓錫俊 | 2012年5月1日－2014年12月30日 | 2年7個月  |
| 第4代 | 趙優鍾 | 2015年1月6日－2016年8月23日  | 1年7個月  |
| 第5代 | 趙鐘賢 | 2016年8月30日至今            |           |

## 遊戲規則
挑戰者答對題目愈多，每位答錯的參賽者之價值愈高，例如挑戰者答對第1題，而且擊敗10名參賽者，挑戰者的保險庫則可增加₩10,000 × 10 =  ₩100,000的獎金。挑戰者答對每題目後可選擇退出並取去保險庫的獎金，或繼續遊戲。若所有參賽者被擊敗，不論保險庫獎金多少，均可獲得最高獎金。若挑戰者答錯題目，則不獲任何獎金，其保險庫獎金會由剩餘參賽者瓜分。
| 題目     | 獎金        |
| -------- | ----------- |
| 1        | ₩10,000     |
| 2        | ₩20,000     |
| 3        | ₩30,000     |
| 4        | ₩50,000     |
| 5        | ₩70,000     |
| 6        | ₩100,000    |
| 7        | ₩150,000    |
| 8        | ₩200,000    |
| 9        | ₩250,000    |
| 10       | ₩300,000    |
| 11       | ₩400,000    |
| 12及以後 | ₩500,000    |
| 最高獎金 | ₩50,000,000 |

## 外部連結
- 官方网站
- Daum上《1 VS 100》的資料

| KBS 2TV 星期二 20:55－22:00 | KBS 2TV 星期二 20:55－22:00              | KBS 2TV 星期二 20:55－22:00 |
| --------------------------- | ---------------------------------------- | --------------------------- |
|                             | 1 VS 100 （2007年5月1日—2018年12月18日） |                             |
| 待查                        | 待查                                     |                             |